# الزوازية
تبعد القرية ضمن نطاق مركز دار السلام الذي يقع في الجنوب الشرقي من محافظة سوهاج، ويحده من الغرب نهر النيل ومن الشرق سلسلة جبال البحر الأحمر  .

قرية الزوازية هي إحدى قرى أولاد يحيى بمركز دار السلام(أولاد طوق سابقا) تقع بمحافظة سوهاج جمهورية مصر العربية يرجع تسميتها بهذا الاسم نسبة إلى اهلها يقال رجل زوازية أي رجل غليظ شديد التعامل وقيل هم أصحاب الزوات أي أصحاب المنصب والجاه والسلطان وقيل قِدْرٌ زُوَازِيَةٌ وهي التي تضم الجسور. 
الأَصمعي: يقال قِدْرٌ زُوَزِيَةٌ وزُوَازِيَةٌ مثال عُلَبِطَةٍ وعُلابِطَةٍ للعَظِيمة التي تضُمُّ الجَزُور. التهذيب: غليظ إلى القِصَر ما هو؛ قال الراجز: وبَعْلُها زَوَنَّكٌ زَوَنْزَى وقال آخر: إذا الزَّوَنْزَى منهُم ذو البُرْدَيْن رَماهُ سَوَّارُ الكَرَى في العَيْنَين والزَّوَنْزى: الذي يَرى لنفْسِه ما لا يَراهُ غيرُه له. 
وقال: رجلٌ زَوَنْزى ذو أُبَّهَةٍ وكِبْرٍ، وحكى ابن جني: زَوَزَّى، وقال: هو فَعَلَّل من مُضاعَفِ الواو. 
أَبو تراب: زَوَّرْتُ الكلامَ وزَوّيْتُه أَي هَيَّأْتُه في نفسي لسان العرب
يحد قرية الزوازية من الغرب الجسر الفاصل بين قرية الزوازية وقرية مزاتة شرق ويحدها شرقا قريتى العزبة ونجوع مازن ويحدها شمالا نجع أبو تيتى
المساحة تبلغ مساحة قرية الزوازية حوالى 200 فدان تشمل الأراضى الزراعية وتنقسم إلى الزوازية الغربية والزوازية الشرقية ونجع ابو تيتى ونجع صلحة 
مداخل قرية الزوازية: لقرية الزوازية أربعة مداخل رئيسة من الشرق مدخلان  وهما (طريق الزوازية الجديدة وطريق نجوع مازن شرق )ومن الغرب والجنوب مدخلان 

## رموز من القرية
تضم القرية عددًا من الرموز البارزة، منهم:
- حسن عبدالله علي محمد – طبيب وباحث مصري، له مساهمات في مجال الطب وخدمة المجتمع المحلي في مركز دار السلام.

- محمد مرسي أحمد صالح – وزير التعليم العالي الأسبق، وأحد أبرز أبناء قرية الزوازية.

منهم: